# Subhi Barakat
Subhi Baj Barakat al-Chalidi (arab. صبحي بك بركات الخالدي, ur. w 1889 w Antiochii, Turcja, zm. w 1939 tamże) – syryjski polityk z Aleppo. Prezydent Syrii od 28 czerwca 1922 do 21 grudnia 1925.